# Saint-Méard-de-Drône
Saint-Méard-de-Drône település Franciaországban, Dordogne megyében. Lakosainak száma 489 fő (2022. január 1.). Saint-Méard-de-Drône Celles, Douchapt, Saint-Victor, Saint-Pardoux-de-Drône, Saint-Martin-de-Ribérac, Ribérac és Villetoureix községekkel határos.

## Népesség
A település népessége az elmúlt években az alábbi módon változott:
| Lakosok száma | 327  | 403  | 451  | 461  | 484  | 488  | 497  | 497  | 498  | 489  |
|               | 1968 | 1982 | 1990 | 2006 | 2013 | 2015 | 2017 | 2019 | 2020 | 2022 |